# Jonne Severijn
Jonne Severijn (Utrecht, 29 januari 1939) is een Nederlandse cameraman, regisseur, producent en scenarioschrijver van televisieproducties. Severijn werd bekend door zijn bijdragen aan de televisieprogramma’s Hartenvrouw, Short seven, Een gat in de tijd, Wonen; zelfstandig wonen voor gehandicapten, Beeldspraak, Sil de Strandjutter en Land van Rama. Rode draad zijn programma's waren documentaire en drama waarin vaak maatschappelijke onderwerpen centraal stonden. 

## Loopbaan
Jonne Severijn bezocht na het gymnasium van het Christelijk Lyceum in Zeist de Nederlandse Filmacademie. Zijn afstudeerproject uit 1963 bestond uit de film Hartenvrouw, die hij samen met Wim Verstappen maakte. 
Na een jaar als cameraman te hebben gewerkt bij Universal Video in Brussel, werd hij voorlichtingsambtenaar op het ministerie van Buitenlandse Zaken. Naast zijn werk als ambtenaar op de afdeling Directie Culturele Samenwerking en Voorlichting Buitenland, bureau Film, Radio en TV schrijft hij documentaire opdracht-scenario's. Het leidde in 1968 tot de korte speelfilm Short seven. Deze film werd in Cannes onderscheiden met een Italiaanse EEG-filmprijs. Zijn tweede film, Adventures in perception, over het werk van M.C. Escher, werd zelfs genomineerd voor een Oscar. Het succes deed hem besluiten om zich als zelfstandig scenarioschrijver en regisseur te vestigen. De eerste opdrachten bestonden vooral uit documentaires en opdrachtfilms, maar Severijn specialiseerde zich in het maken van kunstportretten. Als rechterhand van René van Nie was hij als scenarioadviseur, scripteditor en montageadviseur betrokken bij de films Kind van de zon en Een stille liefde.
Vanaf 1974 was hij een van de redacteuren van het kunstprogramma Beeldspraak van de NOS. Hiervoor maakte hij portretten van kunstenaars zoals Jopie Huisman. Tot zijn collega’s behoorden K. Schippers en Pieter Verhoeff. Zijn bijdragen in de vorm van drama tot documentaires bestonden uit programma’s als Dodenakker, Het korte spel en Luisterpost.
In de jaren tachtig werkte Jonne Severijn mee aan de film Comeback die onderscheiden werd met de Prix de la Critique. In deze film kreeg een jazz-musicus een ernstig ongeluk en moest tijdens een langdurig revalidatieproces zware gevechten leveren tegen zichzelf. Ook werd Comeback als Nederlandse inzending geselecteerd voor de Academy Awards. 
In de jaren negentig richtte hij zich opnieuw op documentaire en drama. Zo maakte hij de documentaireserie Boeren (EO) en de dramaserie Bruin goud (NOS) in samenwerking met IDTV. Bruin goud was een filmserie over de veenopgravingen in het noorden van Nederland. Zijn regisseurschap bij de film Blonde Dolly liep door ruzie uit op een teleurstelling.
Vanaf 2000 maakte Severijn voor de OHM dramaseries op locatie, zoals Land van Rama en Upanishads.

## Prijzen
- Prix de la Critique voor de film Comeback (1981)

## Filmografie (selectie)

### Regisseur
- 2004 - Museum Belvédère - De droom van Thom Mercuur
- 2001 - Land van Rama (TV miniseries)
- 1994 - Bruin Goud (televisiefilm)
- 1988 - Frans Hals of Antwerp (documentaire)
- 1986 - Smaak te pakken
- 1985 - Sita in de Noordzee
- 1985 - Theo Botschuyver, kunsten en wetenschappen
- 1983 - Dodenakker
- 1982 - Tussen twee vuren
- 1982 - Ger Meinema, het onuitgesproken verhaal
- 1981 - Een vlieger voor god
- 1981 - Come-Back
- 1979 - De man met de twee gezichten (televisiefilm)
- 1976 - De gevoelige plaat
- 1975 - Kind van de zon
- 1975 - Naar aanleiding van een krantenbericht
- 1968 - Short Seven

### Schrijver
- 2001 - Land van Rama (TV miniserie)
- 2000 - ‘’In goede aarde’’ (TV serie, aflevering ’Oud zeer en nieuw’
- 1988 - Frans Hals of Antwerp (documentaire)
- 1981 - Come-Back
- 1975 - Kind van de zon (toegevoegde dialoog)
- 1974 - De 5 van de 4 daagse (scenario)
- 1972 - Met het oog op avontuur (korte documentaire) (script)
- 1968 - Short Seven

### Producer
- 1974 - Bruin goud (televisiefilm) (producer)
- 1986 - Sita in de Noordzee (documentaire)
- 1968 - Short Seven